# St. Margareta (Reetz)

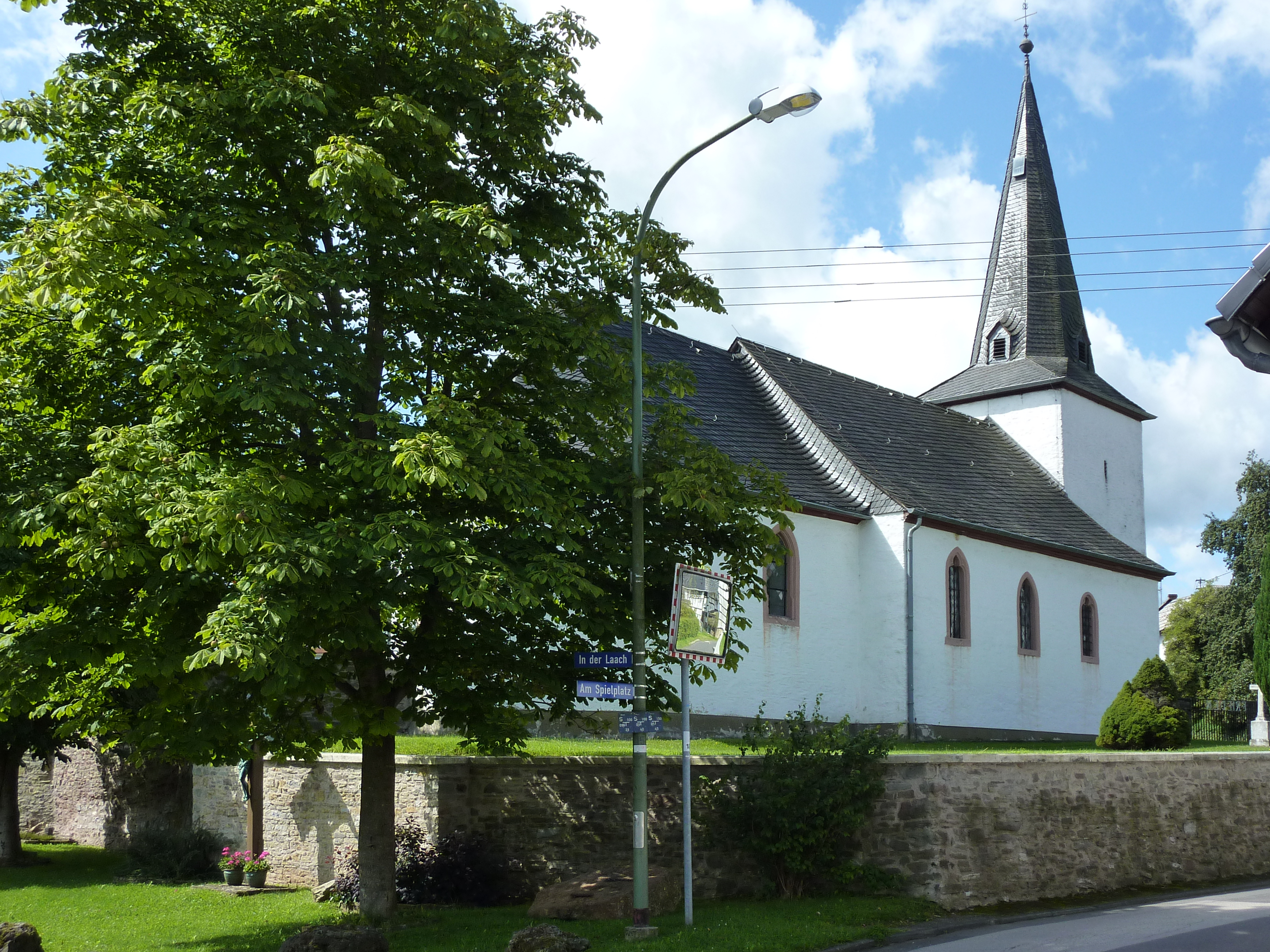
St. Margareta in Reetz

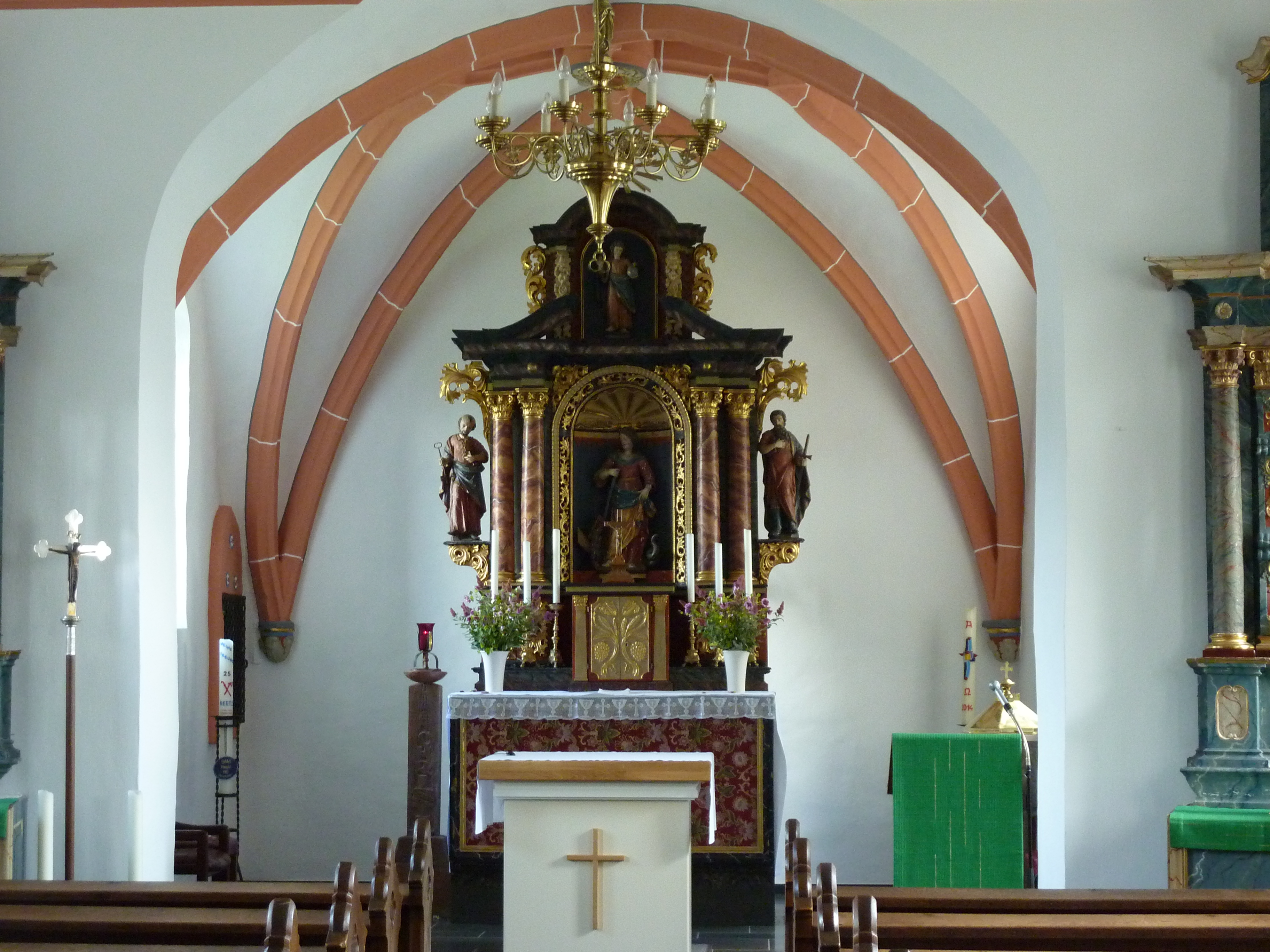
Innenansicht

St. Margareta ist die römisch-katholische Pfarrkirche des Blankenheimer Ortsteils Reetz im Kreis Euskirchen in Nordrhein-Westfalen.
Die Kirche ist der hl. Margareta von Antiochia geweiht und als Baudenkmal in die Liste der Baudenkmäler in Blankenheim (Ahr) eingetragen. 

## Lage
Das Kirchengebäude befindet sich in der Ortsmitte des Eifeldorfes Reetz an der Ecke Oberdorf / In der Laach auf einer Höhe von 470 Metern. Hinter der Kirche steht das Bürgerhaus.

## Geschichte
Reetz wurde 1148 erstmals urkundlich erwähnt, ein eigenes Gotteshaus besteht mindestens seit dem 15. Jahrhundert. Zu dieser Zeit gehörte Reetz zur Pfarre St. Wendelinus Rohr und wurde 1571 der neu entstandenen Pfarre St. Johannes Baptist Mülheim zugeschlagen. Die Bewohner waren mit dem Umstand, dass Reetz nun eine Filiale von Mülheim war, sehr unzufrieden, wodurch es zu einem Streit mit den Mülheimern kam, welcher erst mit der Pfarrerhebung 301 Jahre später endgültig beigelegt werden konnte. Eigenständige Pfarrei wurde Reetz schließlich am 17. Januar 1872.

## Baugeschichte
Über die Entstehung der im 15. Jahrhundert bestehenden Kapelle ist nichts näheres bekannt. In der zweiten Hälfte des 15. Jahrhunderts wurde eine neue Kirche erbaut, von der heute noch der Chor und der Turm erhalten geblieben sind. Im 17. Jahrhundert wurde eine neue Sakristei an der Ostwand des Chors angebaut und 1765 wurde das Hauptportal erneuert. Im Jahr 1888 musste die Nordwand neu aufgemauert werden und erhielt drei Fensteröffnungen, wie sie auf der Südseite bereits vorhanden waren.
1961 bis 1962 erfolgte eine Renovierung der Kirche sowie der Ausstattungsstücke, doch schon Anfang der 1970er Jahre wurde das Langhaus baufällig und die beiden Außenwände drohten einzustürzen. Aus diesem Grund wurde das Langhaus vollständig abgetragen und zwischen 1976 und 1977 in alter Form neu erbaut, dabei wurden die alten Steine wiederverwendet, Chor und Glockenturm blieben unverändert erhalten. Die Pläne zum Neuaufbau des Langhauses lieferte der Mechernicher Architekt Werner Geyer.

## Baubeschreibung
St. Margareta ist eine einschiffige Saalkirche aus weiß verputztem Bruchstein mit einem vorgebauten Glockenturm mit achtseitiger geknickter Haube, einem dreiachsigen Schiff mit Tonnengewölbe und einem schmäleren rechteckigen Chor, der von einem gotischen Sterngewölbe überwölbt wird.

## Ausstattung
In der Kirche befindet sich eine barocke Ausstattung. Der Hochaltar stammt aus der Mitte des 17. Jahrhunderts, die Seitenaltäre stammen aus gleicher Zeit und wurden am 16. Juli 1657 konsekriert. Der Taufstein stammt aus dem Jahr 1874, die Kreuzigungsgruppe ist eine Arbeit der Zeit um 1600 und die Muttergottesfigur des Kronleuchters aus Messing wurde im 16. Jahrhundert geschaffen.

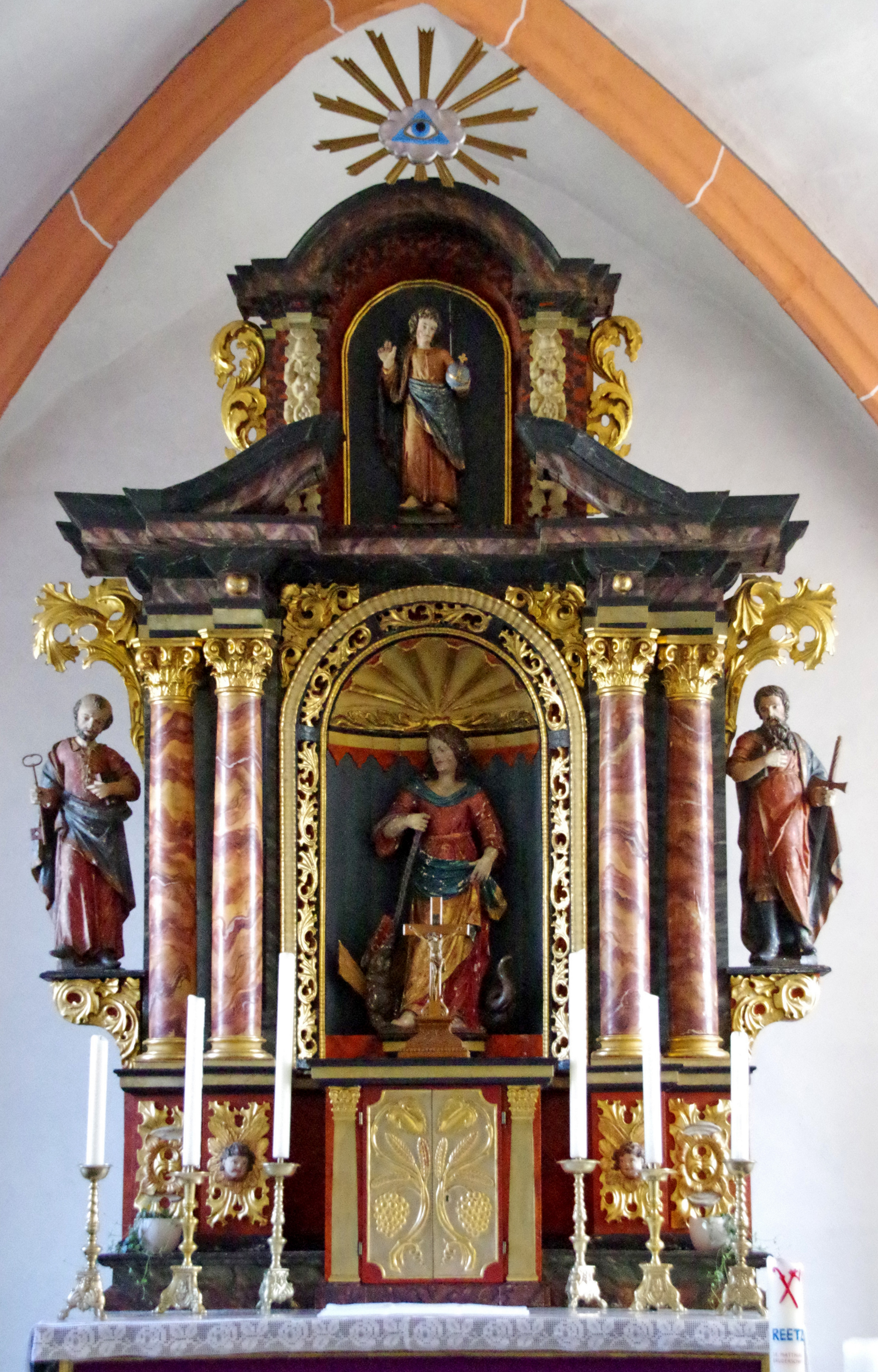
Hochaltar
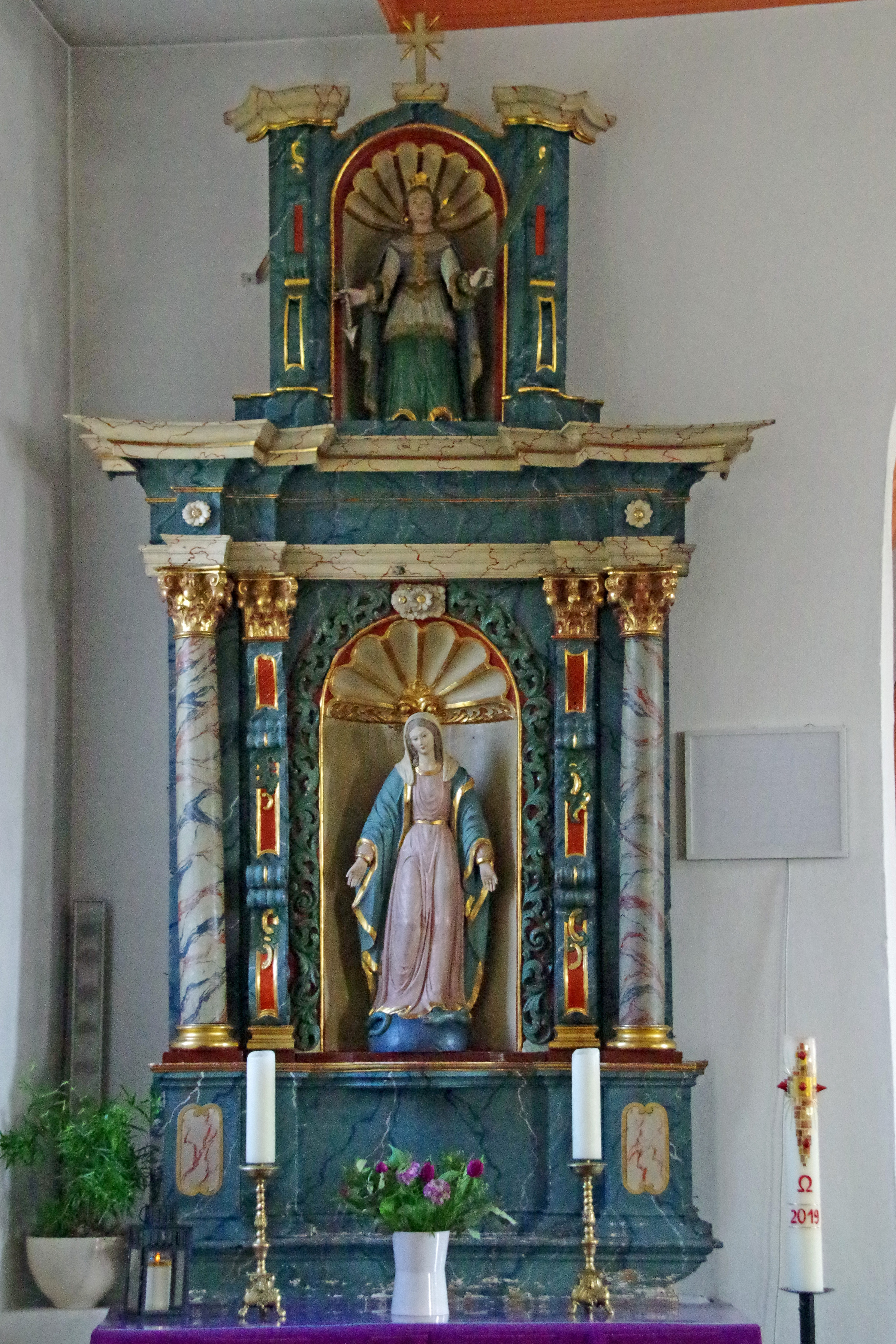
Marienaltar
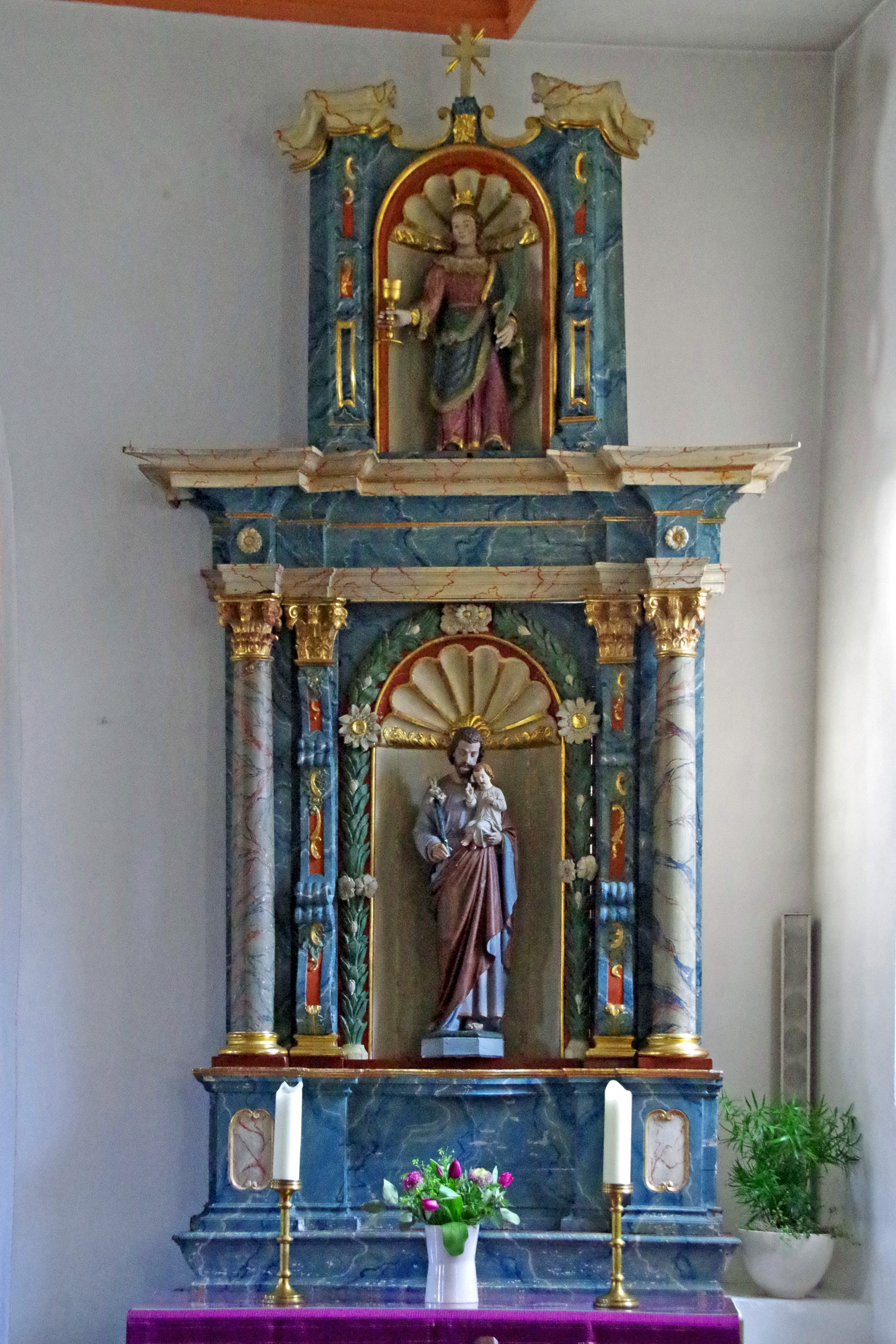
Josefsaltar
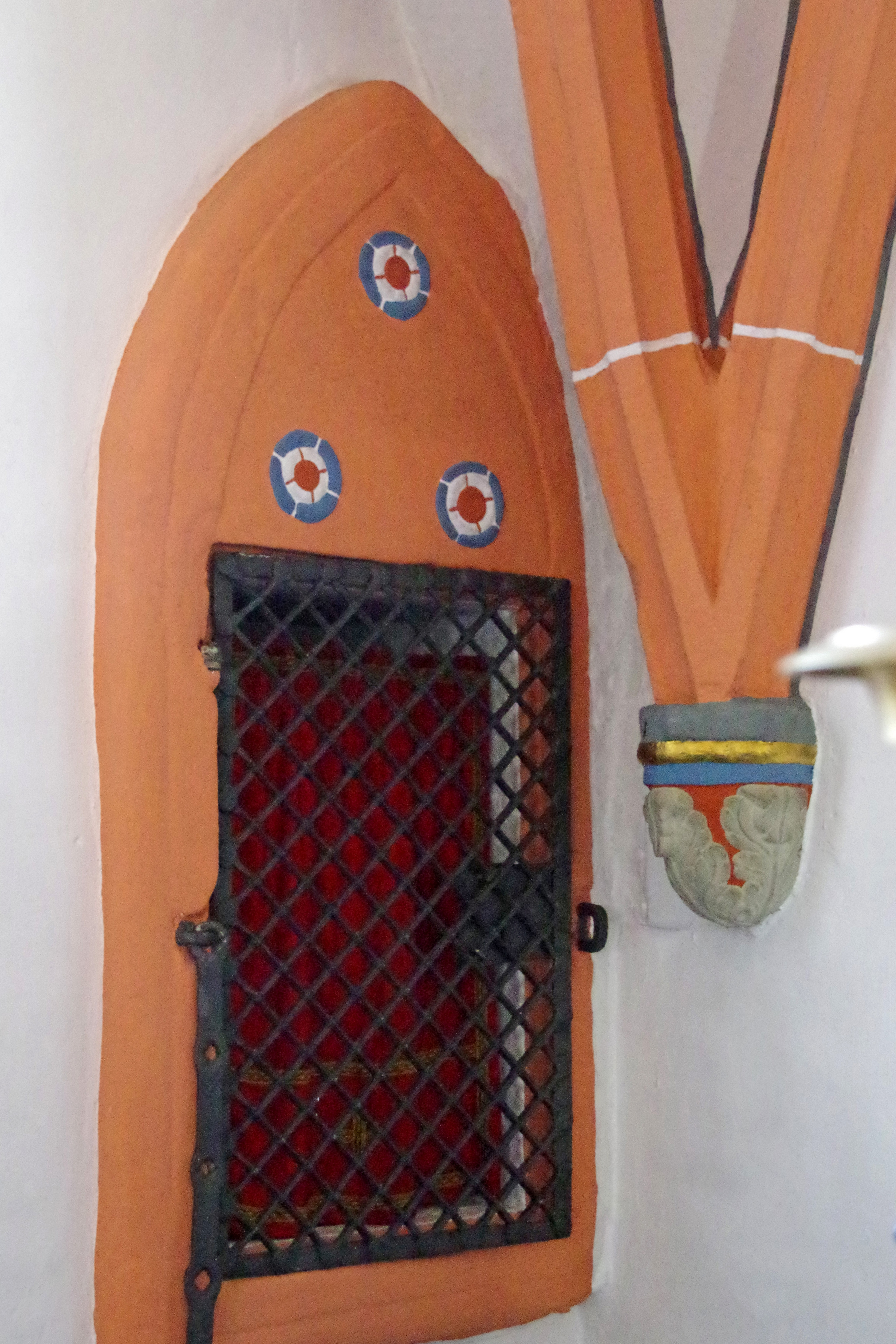
got. Sakramentshaus
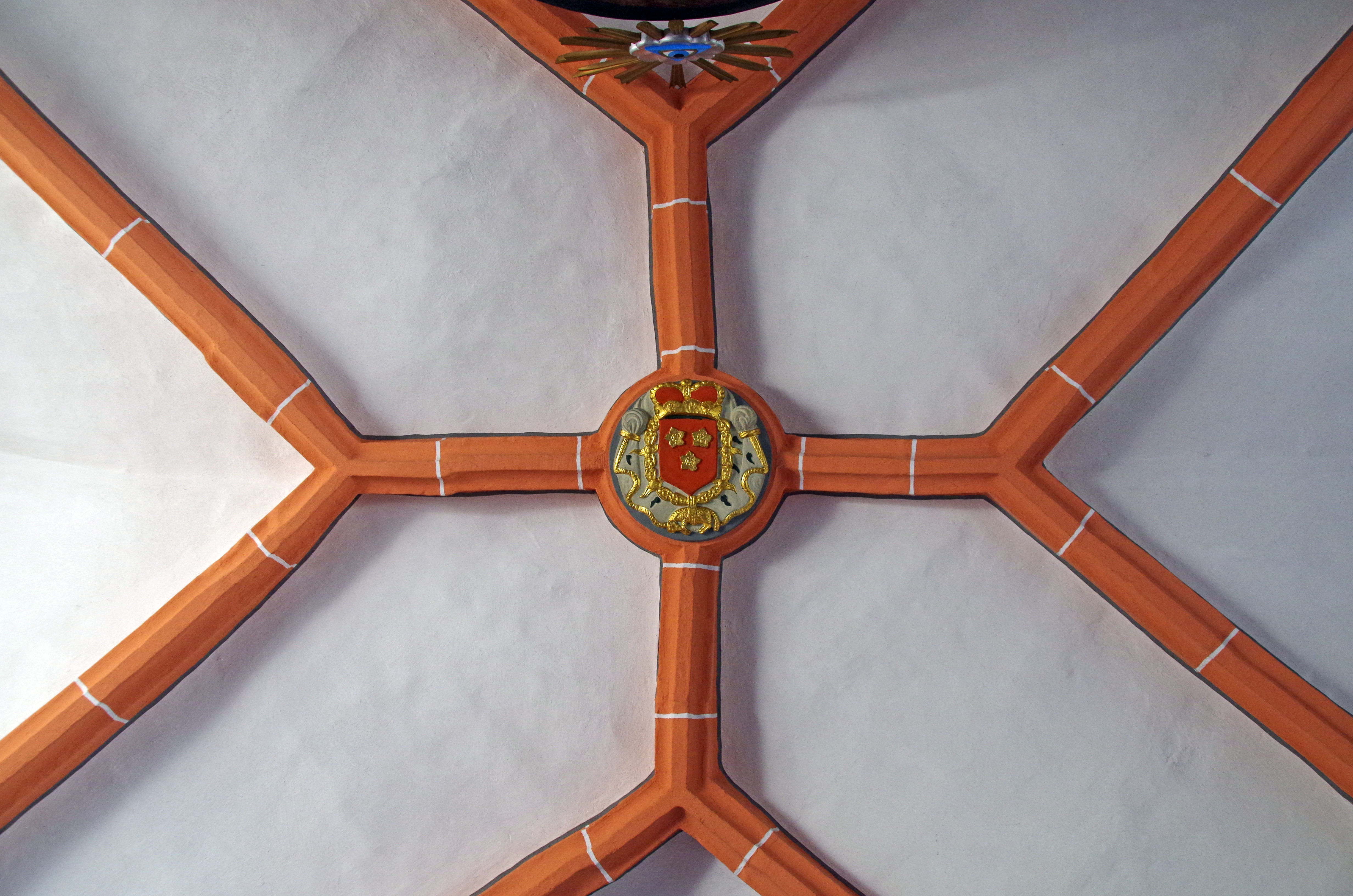
Sterngewölbe im Chor
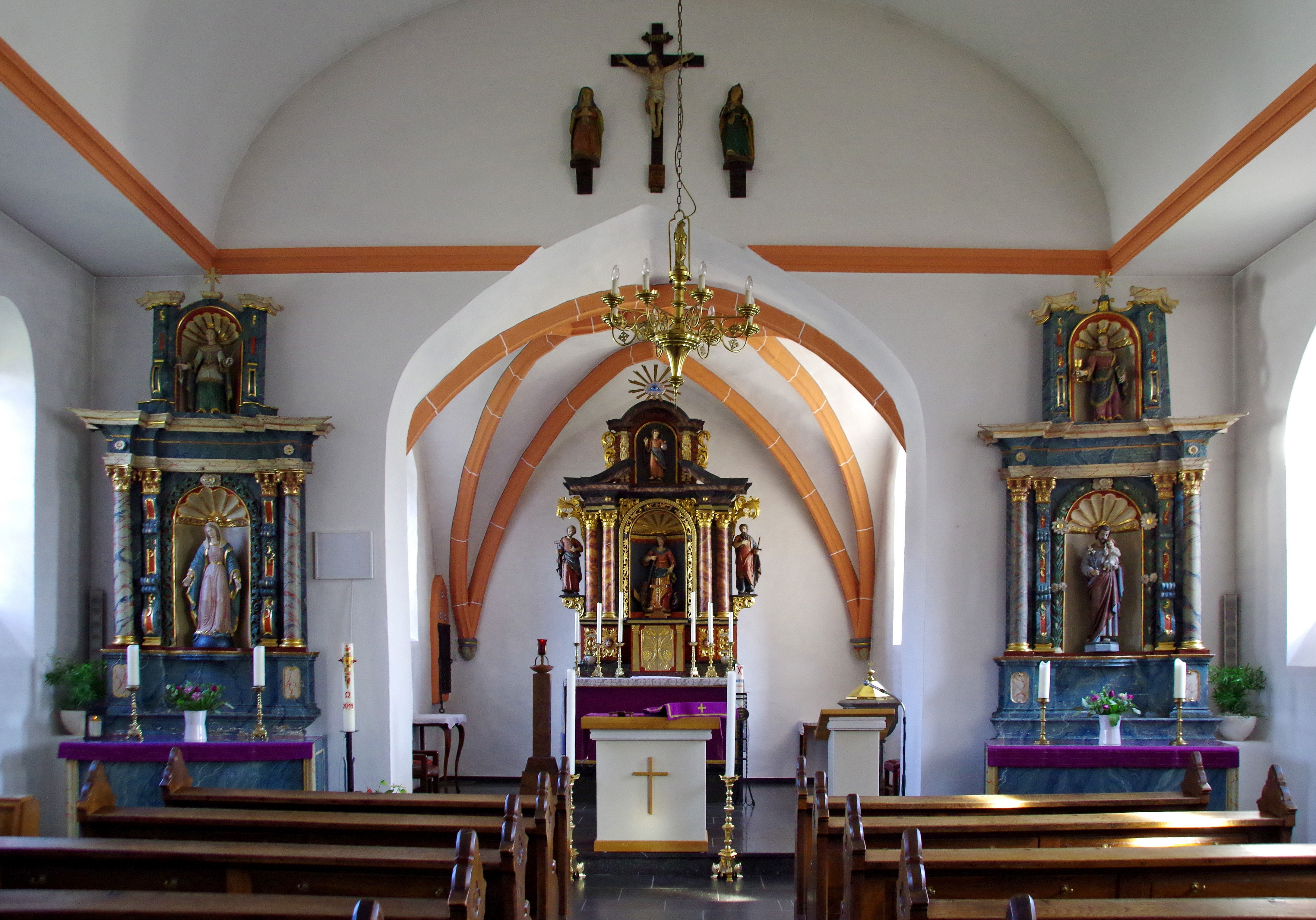
Innenraum
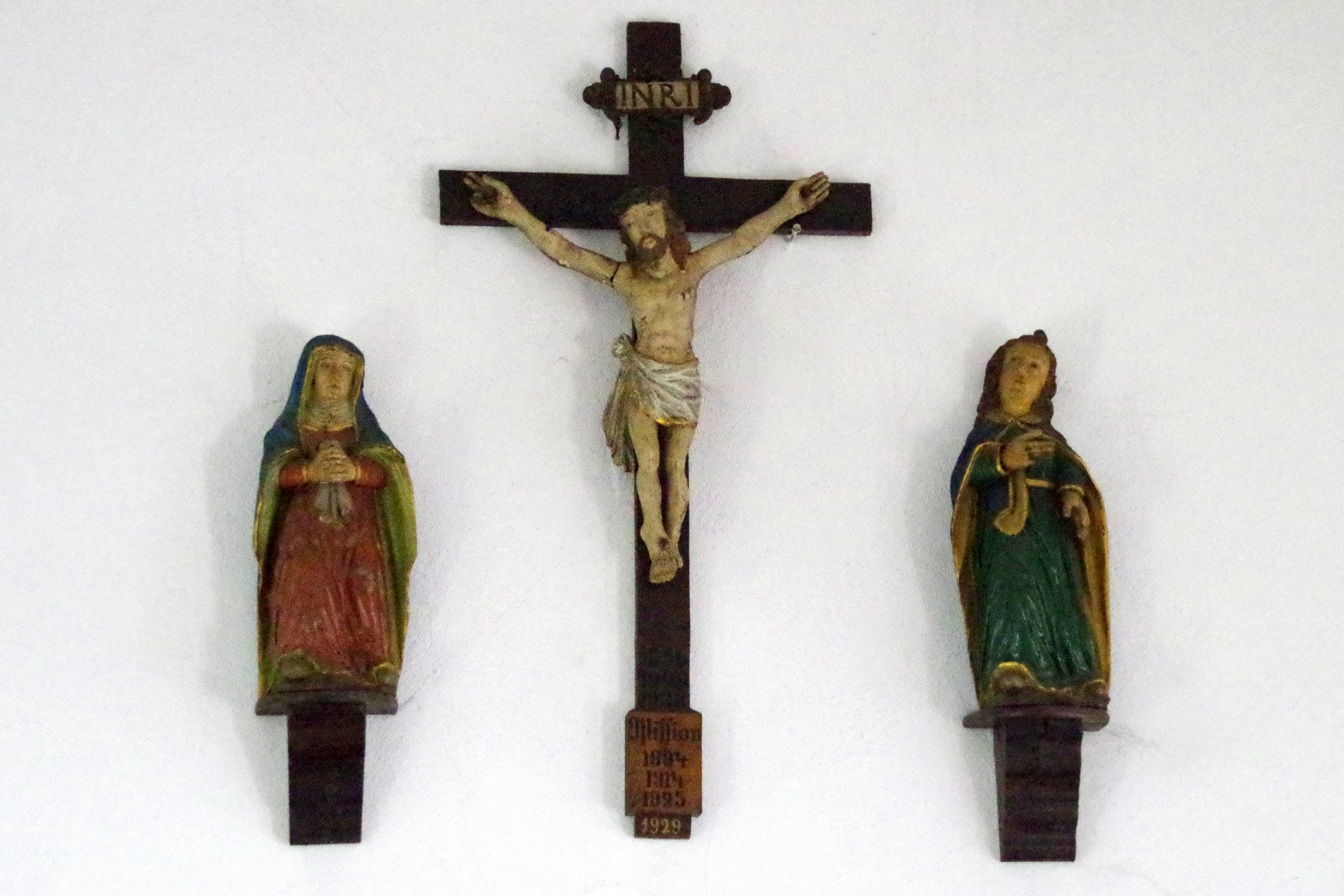
Kreuzigungsgruppe

## Glocke
Im Glockenturm befinden sich zwei Glocken aus Bronze aus den Jahren 1486 und 1949.
| Nr. | Name      | Durchmesser (mm) | Masse (kg, ca.) | Schlagton (HT-1/16) | Gießer                                             | Gussjahr |
| 1   | Margareta | 840              | 350             | b' −2               | Hans Hüesker, Fa. Petit & Gebr. Edelbrock, Gescher | 1949     |
| 2   | Maria     | 681              | 195             | des" +2             | Jan van Alfter                                     | 1486     |

## Pfarrer
Folgende Priester wirkten bislang als Pfarrer in der Pfarrgemeinde St. Margareta:
| von – bis | Name                      |
| --------- | ------------------------- |
| 1929–1939 | Theodor Baaken            |
| 1939–1952 | Franz Hillebrand          |
| 1952–1961 | Edmund Behringer          |
| 1961–1969 | Anton Franken             |
| 1969–1973 | Pater Friedrich Lebouille |
| 1973–1977 | Leopold Wiggers           |
| 1977–1984 | Manfred Engels            |
| 1984–1992 | Johannes Weber            |
| 1992–1994 | Winfried Reidt            |
| 1994–1998 | Heinrich Reidt            |
| 1998–2014 | Hans-Peter Meuser         |
| 2014–2014 | Josef Berger              |
| Seit 2018 | Andreas Züll              |